# Migliori prestazioni europee nel salto in lungo
La lista delle migliori prestazioni europee nel salto in lungo, aggiornata periodicamente dalla World Athletics, raccoglie i migliori risultati di tutti i tempi degli atleti europei nella specialità del salto in lungo.

## Maschili outdoor
Statistiche aggiornate al 12 giugno 2022.
|     | Misura            | Atleta              | Luogo       | Data           |
| --- | ----------------- | ------------------- | ----------- | -------------- |
| 1.  | 8,86 m (+1,9 m/s) | Robert Ėmmijan      | Tsaghkadzor | 22 maggio 1987 |
| 2.  | 8,66 m (+1,6 m/s) | Loúis Tsátoumas     | Calamata    | 2 giugno 2007  |
| 3.  | 8,65 m (-0,3 m/s) | Miltiadīs Tentoglou | Roma        | 8 giugno 2024  |
| 4.  | 8,56 m (+1,3 m/s) | Yago Lamela         | Torino      | 24 giugno 1999 |
| 4.  | 8,56 m (+0,2 m/s) | Aleksandr Men'kov   | Mosca       | 16 agosto 2013 |
| 6.  | 8,54 m (+0,9 m/s) | Lutz Dombrowski     | Mosca       | 28 luglio 1980 |
| 7.  | 8,51 m (+1,7 m/s) | Greg Rutherford     | Chula Vista | 24 aprile 2014 |
| 8.  | 8,49 m (+1,6 m/s) | Sebastian Bayer     | Ulma        | 4 luglio 2009  |
| 8.  | 8,49 m (+0,7 m/s) | Christian Reif      | Weinheim    | 31 maggio 2014 |
| 10. | 8,47 m (-0,2 m/s) | Andrew Howe         | Osaka       | 30 agosto 2007 |

## Femminili outdoor
Statistiche aggiornate al 12 giugno 2022.
|     | Misura            | Atleta                  | Luogo          | Data              |
| --- | ----------------- | ----------------------- | -------------- | ----------------- |
| 1.  | 7,52 m (+1,4 m/s) | Galina Čistjakova       | Leningrado     | 11 giugno 1988    |
| 2.  | 7,48 m (+1,2 m/s) | Heike Drechsler         | Neubrandenburg | 9 luglio 1988     |
| 3.  | 7,43 m (+1,4 m/s) | Anișoara Cușmir-Stanciu | Bucarest       | 4 giugno 1983     |
| 4.  | 7,42 m (+2,0 m/s) | Tat'jana Kotova         | Annecy         | 23 giugno 2002    |
| 5.  | 7,39 m (+0,5 m/s) | Yelena Belevskaya       | Brjansk        | 18 luglio 1987    |
| 6.  | 7,37 m            | Inesa Kravec'           | Kiev           | 13 giugno 1992    |
| 7.  | 7,33 m (+0,4 m/s) | Tat'jana Lebedeva       | Tula           | 31 luglio 2004    |
| 8.  | 7,31 m (+1,5 m/s) | Yelena Khlopotnova      | Almaty         | 12 settembre 1985 |
| 9.  | 7,30 m (-0,8 m/s) | Malaika Mihambo         | Doha           | 6 ottobre 2019    |
| 10. | 7,27 m (-0,4 m/s) | Irina Melešina          | Tula           | 31 luglio 2004    |

## Maschili indoor

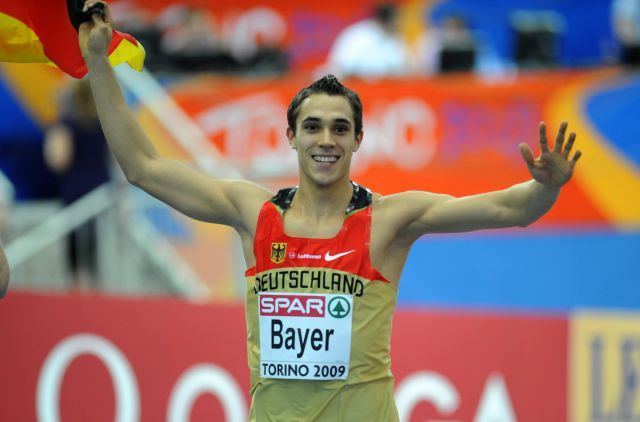
Sebastian Bayer, detentore del record europeo indoor del salto in lungo

Statistiche aggiornate al 12 giugno 2022.
|     | Misura | Atleta              | Luogo    | Data             |
| --- | ------ | ------------------- | -------- | ---------------- |
| 1.  | 8,71 m | Sebastian Bayer     | Torino   | 8 marzo 2009     |
| 2.  | 8,56 m | Yago Lamela         | Maebashi | 7 marzo 1999     |
| 3.  | 8,55 m | Miltiadīs Tentoglou | Belgrado | 18 marzo 2022    |
| 4.  | 8,49 m | Robert Ėmmijan      | Liévin   | 21 febbraio 1987 |
| 5.  | 8,43 m | Stanislav Tarasenko | Mosca    | 26 gennaio 1994  |
| 6.  | 8,41 m | Kirill Sosunov      | Parigi   | 8 marzo 1997     |
| 7.  | 8,38 m | Vitaliy Shkurlatov  | Samara   | 30 gennaio 2000  |
| 7.  | 8,38 m | Thobias Montler     | Belgrado | 18 marzo 2022    |
| 9.  | 8,37 m | Joan Lino Martínez  | Madrid   | 6 marzo 2005     |
| 10. | 8,33 m | Roman Ščurenko      | Brovary  | 16 febbraio 2002 |

## Femminili indoor

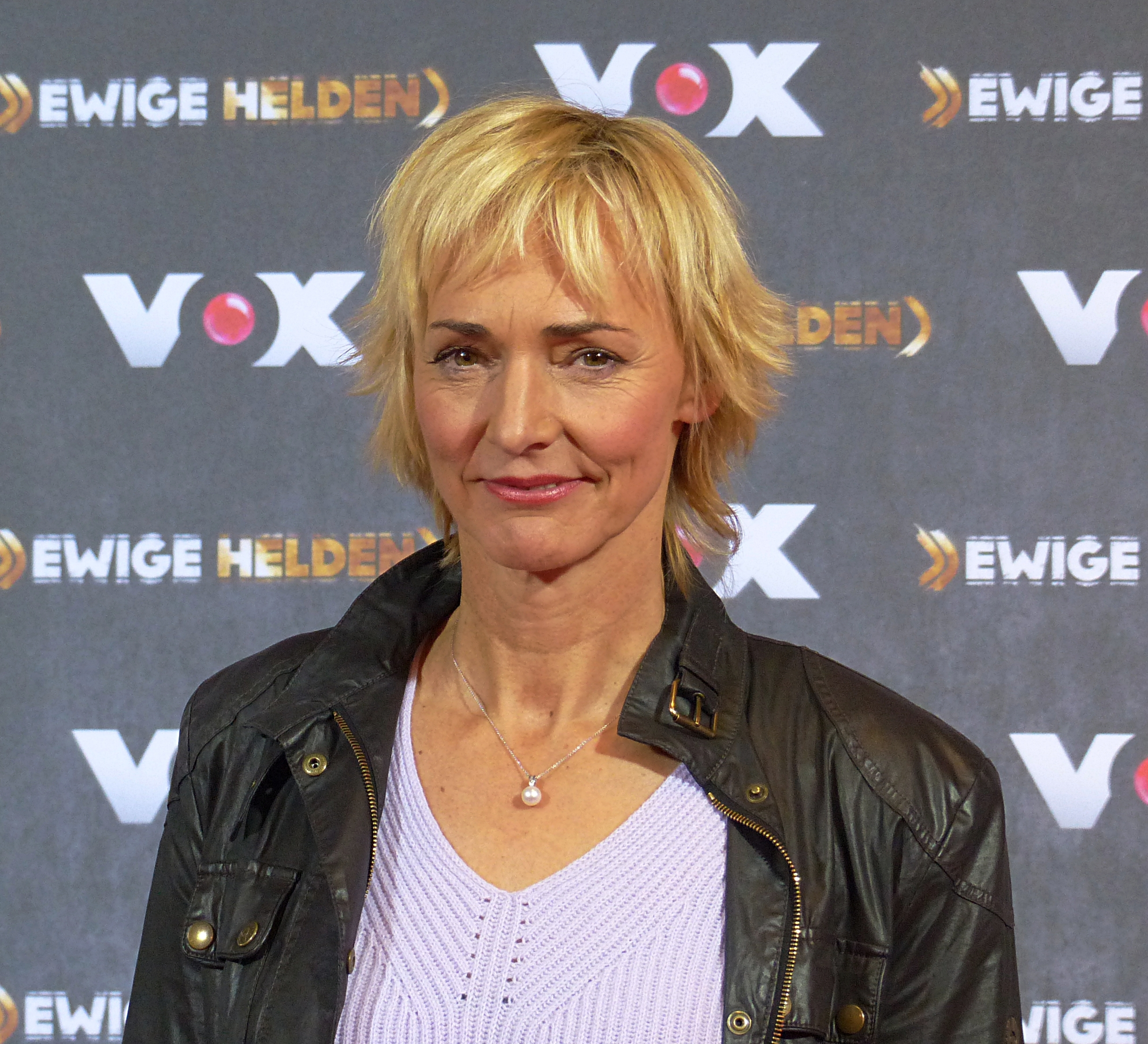
Heike Drechsler, primatista europea e mondiale indoor del salto in lungo

Statistiche aggiornate al 12 giugno 2022.
|     | Misura | Atleta             | Luogo    | Data             |
| --- | ------ | ------------------ | -------- | ---------------- |
| 1.  | 7,37 m | Heike Drechsler    | Vienna   | 13 febbraio 1988 |
| 2.  | 7,30 m | Galina Čistjakova  | Lipeck   | 28 gennaio 1989  |
| 3.  | 7,24 m | Ivana Španović     | Belgrado | 5 marzo 2017     |
| 4.  | 7,20 m | Larysa Berežna     | Homel'   | 4 febbraio 1989  |
| 5.  | 7,17 m | Yelena Khlopotnova | Chișinău | 16 febbraio 1985 |
| 6.  | 7,09 m | Helga Radtke       | Berlino  | 24 febbraio 1985 |
| 6.  | 7,09 m | Inesa Kravec'      | Mosca    | 1º febbraio 1992 |
| 8.  | 7,07 m | Malaika Mihambo    | Berlino  | 14 febbraio 2020 |
| 9.  | 7,05 m | Iolanda Čen        | Homel'   | 4 febbraio 1989  |
| 10. | 7,01 m | Nijolė Medvedeva   | Vilnius  | 25 gennaio 1987  |
| 10. | 7,01 m | Yelena Belevskaya  | Mosca    | 14 febbraio 1987 |
| 10. | 7,01 m | Tat'jana Kotova    | Omsk     | 17 gennaio 2002  |
| 10. | 7,01 m | Dar'ja Klišina     | Göteborg | 2 marzo 2013     |